# Treubach
Treubach osztrák község Felső-Ausztria Braunau am Inn-i járásában. 2019 januárjában 725 lakosa volt. 

## Elhelyezkedése

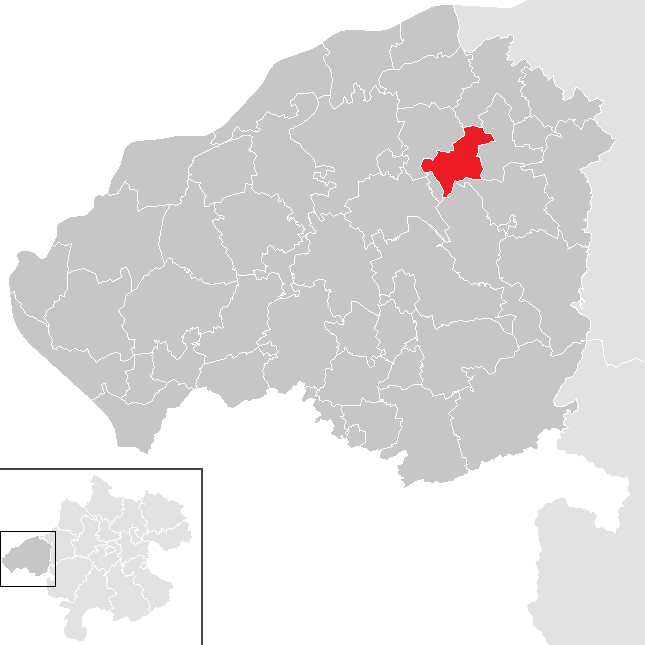
Treubach a Braunau am Inn-i járásban

Treubach Felső-Ausztria Innviertel régiójában fekszik az Innvierteli-dombság és a Kobernaußerwald dombságának találkozásánál, az Altbach folyó mentén. Területének 16,9%-a erdő, 76,2% áll mezőgazdasági művelés alatt. Az önkormányzat 15 településrészt és falut egyesít: Ascherdorf (20 lakos 2018-ban), Himmelschlag (11), Hub (69), Lindlau (40), Matt (23), Mitterdorf (15), Obertreubach (63), Pfendhub (14), Radlham (67), Schalchen (38), Teiseneck (42), Untertreubach (248), Weidenpoint (31), Wimholz (1) és Wittigau (43).
A környező önkormányzatok: északkeletre Altheim, keletre Roßbach, délkeletre Höhnhart, délre Maria Schmolln, északnyugatra Moosbach.   

## Története
Traubachot először 803-ban említi a mattseei apátság egyik oklevele. Vára és a vártemplom 1140-ben már szerepel az írott forrásokban. 1364-ben a falu mellett csatára került sor a Tirolért vívott háborúban. 1465-ben a pápa engedélyével búcsújáró hellyé vált. 1671-1677 között éhínség, 1733-1743 között pedig pestisjárványok sújtották a falut. Treubach alapításától kezdve egészen 1779-ig Bajorországhoz tartozott, amikor azonban a bajor örökösödési háborút lezáró tescheni béke következtében a teljes Innviertel Ausztriához került át. 1785-ben II. József egyházreformja következtében önálló egyházközséggé vált. A napóleoni háborúk során 1809-ben a régiót a franciákkal szövetséges Bajorország visszakapta, majd Napóleon bukása után ismét Ausztriáé lett.
A köztársaság 1918-as megalakulásakor Treubachot Felső-Ausztria tartományhoz sorolták. Miután Ausztria 1938-ban csatlakozott a Német Birodalomhoz, az Oberdonaui gau része lett. A második világháború után a község visszakerült Felső-Ausztriához.  

## Lakosság
A treubachi önkormányzat területén 2019 januárjában 725 fő élt. A lakosságszám 2001 óta többé-kevésbé egy szinten maradt. 2016-ban a helybeliek 93,5%-a volt osztrák állampolgár; a külföldiek közül 1,7% a régi (2004 előtti), 3,5% az új EU-tagállamokból érkezett. 2001-ben a lakosok 93,9%-a római katolikusnak, 2,9% pedig felekezeten kívülinek vallotta magát. Ugyanekkor 4 magyar élt a községben. 
A lakosság számának változása:

| 2016 | 709 |
| 2018 | 725 |

## Látnivalók
- a Szűz Mária születése-plébániatemplom gótikus épülete. A templom 1987-es renoválásakor a padló alatt egy korsóban 2300 ezüstpénzt találtak, amit feltehetően 1364-ben, a bajor-tiroli háború során rejtettek el.

## Fordítás
- Ez a szócikk részben vagy egészben  a   Treubach című német Wikipédia-szócikk ezen változatának fordításán alapul.  Az eredeti cikk szerkesztőit annak laptörténete sorolja fel. Ez a jelzés csupán a megfogalmazás eredetét és a szerzői jogokat jelzi, nem szolgál a cikkben szereplő információk forrásmegjelöléseként.